# Beatrice d'Albon
Beatrice d'Albon (1161 – Castello di Vizille, 16 dicembre 1228), fu duchessa reggente di Borgogna dal 1190 al 1192 e delfina del Viennois e contessa di Albon, contessa di Grenoble, di Oisans, e di Briançon dal 1162 fino alla sua morte.

## Origine
Secondo la Chronica Albrici Monachi Trium Fontium, era figlia di Ghigo V d'Albon, delfino del Viennois e della moglie, Beatrice, che secondo Nicolas Chorier, nel suo Histoire de Dauphiné era Beatrice del Monferrato, che secondo la Ex vita Margaritæ Albonensis comitissæ, era figlia del marchese del Monferrato, Guglielmo V, ed era consanguinea dell'imperatore, Federico Barbarossa; infatti era figlia di Giuditta di Babenberg (1110/1120 – 1168), figlia di Leopoldo III duca di Babenberg e Austria (San Leopoldo di Babenberg) e di Agnese di Waiblingen (quindi Giuditta era la sorellastra di Corrado III di Svevia e Federico II di Svevia, il padre del Barbarossa).

Ghigo V d'Albon era figlio del delfino del Viennois, Ghigo IV d'Albon e di Clemenza detta Margherita di Borgogna († 1164), come ci viene confermato dalla Ex vita Margaritæ Albonensis comitissæ, figlia del conte di Mâcon, conte di Vienne e anche reggente della Franca Contea di Borgogna, Stefano I e di Beatrice di Lorena.

## Biografia
Il padre morì quando lei aveva appena un anno e suo fratello, anche lui di nome Ghigo, poco più grande; la loro nonna Clemenza detta Margherita di Borgogna, che già aveva retto il Delfinato per conto del figlio, Ghigo V d'Albon, assunse la reggenza in nome di suo fratello, che morì prematuramente, nel 1168. A lei, unica figlia di Ghigo V, rimasta in vita, fu trasferito il titolo di delfina.
Beatrice fu promessa sposa (aveva appena tre anni) nel 1164 ad Alberico Tagliaferro(circa 1160 – 1183), conte di Saint-Gilles, che come ci conferma la Histoire Générale de Languedoc, avec des Notes, Tome IV, era figlio del conte di Tolosa, marchese di Provenza e duca di Narbona, Raimondo V (1134 – 1194), e di Costanza di Francia (1128 – 1186), figlia del re di Francia, Luigi VI detto il Grosso e di Adelaide di Moriana. Il matrimonio con Alberico Tagliaferro fu celebrato nel 1179 circa, durò pochi anni e non portò figli.
Beatrice era rimasta vedova, nel 1183 e, in quello stesso anno, andò sposa al duca di Borgogna Ugo III (1148 – 1192), che, aveva ripudiato, in quello stesso anno, la prima moglie Alice di Lorena, come ci viene confermata anche dalla Chronica Albrici Monachi Trium Fontium; Ugo III di Borgogna, come conferma la Histoire généalogique des ducs de Bourgogne de la maison de France, era l'unico figlio maschio del duca di Borgogna, Oddone II, e di Maria di Blois(1128 – 1190), la figlia primogenita del conte di Blois, di Chartres, di Meaux e di Châteaudun, signore di Sancerre e Amboise, conte di Troyes e conte di Champagne, Tebaldo, come ci viene confermata anche dalla Chronica Albrici Monachi Trium Fontium e di Matilde di Carinzia, figlia del duca di Carinzia, Enghelberto, come ci conferma Orderico Vitale nel volume VI, libro XI del suo Historia Ecclesiastica, Libri tredicim.
Alla fine dell'estate del 1190, suo marito, Ugo III, seguì il re di Francia, Filippo II Augusto, alla terza crociata e combatté nell'assedio che portò alla conquista di San Giovanni d'Acri, il 12 luglio del 1191.
Quando Filippo II Augusto, nell'estate del 1191, ritornò in Francia, lasciò a Ugo il comando delle truppe francesi. Alleato fidato del suo ex avversario, ora re d'Inghilterra, Riccardo Cuor di Leone lottò assieme a lui contro il Saladino. Ugo seguì Riccardo Cuor di Leone nella marcia verso Gerusalemme e partecipò alla battaglia di Arsuf (dove divise con il Cuor di Leone la gloria della vittoria, il 7 settembre del 1191). Dopo questa battaglia i Francesi abbandonarono l'esercito e tornarono a San Giovanni d'Acri, dove, l'anno seguente, Ugo morì; secondo il necrologio degli Obituaires de Lyon II, Diocèse de Chalon-sur-Saône, Abbaye chef d'ordre de Cîteaux (non consultato), Ugo morì in Terra santa (Hugo dux Burgundie qui obit ultra mare) il 6 settembre (VIII Id Aug); anche la Chronica Albrici Monachi Trium Fontium conferma che Ugo morì in Terra Santa (dux Burgundie Hugo ex parte regi ibi dismissus, non multo post mortuus est) e dice anche che fu sepolto presso i Templari (apud Templarios), che si erano stabiliti a San Giovanni d'Acri;

Secondo la Histoire généalogique des ducs de Bourgogne de la maison de France, Ugo, dopo aver lasciato l'esercito di Riccardo Cuor di Leone, si ritirò a Tiro, dove passò l'inverno e dove morì e da dove fu trasportato a Cîteaux e fu sepolto nell'Abbazia di Cîteaux. Il capitolo XX della Histoire des ducs de Bourgogne de la race capétienne, tome III, ci narra la terza crociata di Ugo III: i preparativi della partenza, i cavalieri di Borgogna che l'accompagnavano, l'incontro col re di Francia, Filippo II, la sua visita nel Delfinato, la nomina di Beatrice, la sua seconda moglie, a reggente del ducato di Borgogna, il raggiungimento della Sicilia, dove passò l'inverno con Filippo II e con Riccardo Cuor di Leone, la sua missione a Genova per procurarsi la flotta per il passaggio dalla Sicilia in Terra Santa, l'arrivo e l'assedio di San Giovanni d'Acri, la partenza per la Francia di Filippo II e la sua nomina a connestabile dell'esercito francese, la separazione dall'esercito di Riccardo Cuor di Leone, le dispute tra i Crociati, il ritiro a San Giovanni d'Acri, dove passò l'inverno e dove morì; l'imbalsamazione del suo corpo, profumato e deposto in una cassa di cedro, trasportato a Cîteaux, dove fu sepolto nell'Abbazia di Cîteaux, ed infine il figlio Oddone gli succedette nel titolo di duca di Borgogna.

Beatrice fu reggente del ducato di Borgogna per circa due anni, e alla morte di Ugo III, divenne duca il figlio di primo letto di Ugo, Oddone.
Rimasta vedova di Ugo, Beatrice convolò a terze nozze nel 1193 con Ugo I signore di Coligny (1170 – 1205), piccolo nobile della Bresse, figlio di Umberto II signore di Coligny e della moglie, Ida di Vienne.
 Il marito Ugo morì in battaglia a Serrhai il 2 Settembre 1205.
Rimasta vedova per la terza volta, Beatrice morì nel 1228, anno in cui aveva lasciato un testamento in cui disponeva che i suoi titoli andassero al suo figlio maschio, Andrea Ghigo.

## Discendenza
Da Ugo III di Borgogna Beatrice ebbe tre figli:
- Andrea Ghigo[1] (1184 - 1237), delfino della contea di Vienne, che sposò dapprima (1202) Beatrice di Sabran (1182 – dopo il 1248), dalla quale ebbe un figlio e dalla quale si separò per sposare (1219) Beatrice di Monferrato (1204 – 1274), che gli diede due figli;
- Matilde (1190 - 1242), che sposò nel 1214 il conte d'Auxonne, di Châlons e signore di Salins, Giovanni I detto il Saggio[22](1190-1267);
- Margherita o Anna (1192 - 1243), che sposò nel 1222 Amedeo IV, conte di Savoia (1197 – 1253), come co conferma il documento n° 732 del Peter der Zweite, Graf von Savoyen, Markgraf in Italien, parte del testamento del nipote di Margherita, Ghigo VII del Viennois, figlio del fratello di Margherita, Andrea Ghigo VI del Viennois[23].

Da Ugo di Coligny Beatrice ebbe una figlia:
- Beatrice (1200 – 1241), andata sposa ad Alberto IV, barone de la Tour-du-Pin (1205 – 1259). Al loro figlio, Umberto I de la Tour-du-Pin, passerà il titolo di "delfino", avendo quest'ultimo sposato Anna, nipote diretta di Ghigo VI, mentre la loro figlia, Maria († dopo il 1285), andò sposa a Raoul (o Rodolfo, 1220 – 1265), conte di Ginevra dal 1252[25].

## Ascendenza
|                                         |                                        |                                           | Genitori                                          |  |  | Nonni |  |  | Bisnonni                    |  |  | Trisnonni                     |  |
|                                         |                                        |                                           |                                                   |  |  |       |  |  | 8. Ghigo III, conte d'Albon |  |  | 16. Ghigo II, signore d'Albon |  |
|                                         |                                        |                                           |                                                   |  |  |       |  |  | 8. Ghigo III, conte d'Albon |  |  | 16. Ghigo II, signore d'Albon |  |
|                                         |                                        | 17. Petronilla di Royan                   |                                                   |  |  |       |  |  | 8. Ghigo III, conte d'Albon |  |  |                               |  |
| 4. Ghigo IV, conte d'Albon              |                                        |                                           |                                                   |  |  |       |  |  | 8. Ghigo III, conte d'Albon |  |  |                               |  |
|                                         |                                        | 9. Matilde                                | …                                                 |  |  |       |  |  |                             |  |  |                               |  |
|                                         |                                        | 9. Matilde                                | …                                                 |  |  |       |  |  |                             |  |  |                               |  |
|                                         |                                        | 9. Matilde                                | …                                                 |  |  |       |  |  |                             |  |  |                               |  |
| 2. Ghigo V, conte d'Albon               |                                        | 9. Matilde                                |                                                   |  |  |       |  |  |                             |  |  |                               |  |
|                                         |                                        | 10. Stefano I, conte di Mâcon             | 20. Guglielmo I, conte di Borgogna                |  |  |       |  |  |                             |  |  |                               |  |
|                                         |                                        | 10. Stefano I, conte di Mâcon             | 20. Guglielmo I, conte di Borgogna                |  |  |       |  |  |                             |  |  |                               |  |
|                                         |                                        | 10. Stefano I, conte di Mâcon             | 21. Stefania                                      |  |  |       |  |  |                             |  |  |                               |  |
| 5. Clemenza di Mâcon                    |                                        | 10. Stefano I, conte di Mâcon             |                                                   |  |  |       |  |  |                             |  |  |                               |  |
|                                         |                                        | 11. Beatrice di Lorena                    | 22. Gerardo, duca di Lorena                       |  |  |       |  |  |                             |  |  |                               |  |
|                                         |                                        | 11. Beatrice di Lorena                    | 22. Gerardo, duca di Lorena                       |  |  |       |  |  |                             |  |  |                               |  |
|                                         |                                        | 11. Beatrice di Lorena                    | 23. Edvige di Namur                               |  |  |       |  |  |                             |  |  |                               |  |
| 1. Beatrice d'Albon                     |                                        | 11. Beatrice di Lorena                    |                                                   |  |  |       |  |  |                             |  |  |                               |  |
|                                         | 12. Ranieri I, marchese del Monferrato | 24. Guglielmo IV, marchese del Monferrato |                                                   |  |  |       |  |  |                             |  |  |                               |  |
|                                         | 12. Ranieri I, marchese del Monferrato | 24. Guglielmo IV, marchese del Monferrato |                                                   |  |  |       |  |  |                             |  |  |                               |  |
|                                         | 12. Ranieri I, marchese del Monferrato | 25. Otta di Agliè                         |                                                   |  |  |       |  |  |                             |  |  |                               |  |
| 6. Guglielmo V, marchese del Monferrato | 12. Ranieri I, marchese del Monferrato |                                           |                                                   |  |  |       |  |  |                             |  |  |                               |  |
|                                         |                                        | 13. Gisella di Borgogna                   | 26. Guglielmo I, conte di Borgogna (= 20)         |  |  |       |  |  |                             |  |  |                               |  |
|                                         |                                        | 13. Gisella di Borgogna                   | 26. Guglielmo I, conte di Borgogna (= 20)         |  |  |       |  |  |                             |  |  |                               |  |
|                                         |                                        | 13. Gisella di Borgogna                   | 27. Stefania (= 21)                               |  |  |       |  |  |                             |  |  |                               |  |
| 3. Beatrice del Monferrato              |                                        | 13. Gisella di Borgogna                   |                                                   |  |  |       |  |  |                             |  |  |                               |  |
|                                         |                                        | 14. Leopoldo III, margravio d'Austria     | 28. Leopoldo II, margravio d'Austria              |  |  |       |  |  |                             |  |  |                               |  |
|                                         |                                        | 14. Leopoldo III, margravio d'Austria     | 28. Leopoldo II, margravio d'Austria              |  |  |       |  |  |                             |  |  |                               |  |
|                                         |                                        | 14. Leopoldo III, margravio d'Austria     | 29. Ida di Cham                                   |  |  |       |  |  |                             |  |  |                               |  |
| 7. Giuditta di Babenberg                |                                        | 14. Leopoldo III, margravio d'Austria     |                                                   |  |  |       |  |  |                             |  |  |                               |  |
|                                         |                                        | 15. Agnese di Waiblingen                  | 30. Enrico IV, imperatore del Sacro Romano Impero |  |  |       |  |  |                             |  |  |                               |  |
|                                         |                                        | 15. Agnese di Waiblingen                  | 30. Enrico IV, imperatore del Sacro Romano Impero |  |  |       |  |  |                             |  |  |                               |  |
|                                         |                                        | 15. Agnese di Waiblingen                  | 31. Berta di Savoia                               |  |  |       |  |  |                             |  |  |                               |  |
|                                         |                                        | 15. Agnese di Waiblingen                  |                                                   |  |  |       |  |  |                             |  |  |                               |  |

### Fonti primarie
- (LA)  Monumenta Germaniae Historica, Scriptores, tomus XIII.
- (LA)  Monumenta Germaniae Historica, Scriptores, tomus XXIII.
- (LA)  Recueil des historiens des Gaules et de la France. Tome 14.
- (LA, FR)  Histoire des ducs de Bourgogne de la race capétienne, tome V.
- (LA)  Peter der Zweite, Graf von Savoyen, Markgraf in Italien
- (FR)  Historiae ecclesiasticae libri tredecim / ex veteris ... v.5, Table générale

### Letteratura storiografica
- Charles Lethbridge Kingsford, Il regno di Gerusalemme, 1099-1291, cap. XXI, vol. IV (La riforma della chiesa e la lotta fra papi e imperatori) della Storia del Mondo Medievale, 1999, pp. 757–782
- Frederick Maurice Powicke, I regni di Filippo Augusto e Luigi VIII di Francia, cap. XIX, vol. V (Il trionfo del papato e lo sviluppo comunale) della Storia del Mondo Medievale, 1999, pp. 776–828
- (FR)  Histoire des ducs de Bourgogne de la race capétienne, tome II.
- (FR)  Histoire des ducs de Bourgogne de la race capétienne, tome III.
- (FR) André Duchesne, Histoire généalogique des ducs de Bourgogne de la maison de France, Parigi, Sebastien Cramoisy, 1628.
- (FR)  Histoire Générale de Languedoc, Notes, Tome IV.
- (FR)  Histoire de Dauphiné et des princes, tome II.
- (FR)  Histoire generale de Dauphiné. Par Nicolas Chorier, Pag 858